# Chrysolina tangalaensis
Chrysolina tangalaensis es un coleóptero de la familia Chrysomelidae.
Fue descrita científicamente en 2001 por Kimoto.